# Jigga Jigga!
Jigga Jigga! è un singolo del gruppo tedesco di hard dance Scooter. Pubblicato l'8 dicembre 2003, il brano è stato successivamente incluso nell'album Mind the Gap.

## Tracce
CD Maxi / Download
1. Jigga Jigga! (Radio Edit) – 3:55
2. Jigga Jigga! (Clubmix) – 7:36
3. Jigga Jigga! (Extended) – 6:01
4. Shinjuku – 4:02

CD Singolo
1. Jigga Jigga! (Radio Edit) – 3:55
2. Jigga Jigga! (Extended Mix) – 6:00

12"
1. Jigga Jigga! (Clubmix) – 7:36
2. Jigga Jigga! (Extended) – 6:01

UK CD Maxi
1. Jigga Jigga! (Radio Edit) – 3:52
2. Jigga Jigga! (Clubmix) – 7:33
3. Jigga Jigga! (Extended Mix) – 5:59
4. Jigga Jigga! (Flip & Fill Remix) – 6:12
5. Jigga Jigga! (Clubstar's Sunlight Mix) – 6:14

UK CD Singolo
1. Jigga Jigga! (Radio Edit) – 3:55
2. Nessaja (Radio Edit) – 3:28

UK 12"
1. Jigga Jigga! (Extended Mix) – 5:57
2. Jigga Jigga! (Clubmix) – 7:32

UK Promo 2x12"
1. Jigga Jigga! (Extended Mix) – 6:00
2. Jigga Jigga! (Clubmix) – 7:34
3. Jigga Jigga! (Flip & Fill Remix) – 6:16
4. Jigga Jigga! (Pez Tellet v Northstarz) – 5:47
5. Jigga Jigga! (Clubstar Mix) – 6:14